# 杉内俊哉
杉内 俊哉（すぎうち としや、1980年10月30日 - ）は、福岡県大野城市出身の元プロ野球選手（投手、左投左打）、プロ野球コーチ。読売ジャイアンツの投手チーフコーチを務める。

## 経歴

### プロ入り前
大野城市立大野小学校、大野城市立大野中学校、鹿児島実業高等学校卒業。小学4年生の時に大野城少年野球に所属し野球を始めた。当時は外野手で、5年生で一塁手。6年生の時に投手に転向し、エースとして全国大会に出場（ベスト16）。小学生の時はドッジボールが得意だった。中学時代は市の少年硬式野球チーム（大野城ガッツ）のエースで、チームを全国準優勝に導いた。
鹿児島実業高校に進んだことについて、杉内自身は2017年に「寮生活への強い好奇心があったから」と述べている。同高校時代の同級生に椎原拓也。在学中2度甲子園に出場。
高校3年生次の1998年、全国高等学校野球選手権鹿児島大会決勝では、川内高校の木佐貫洋との投げ合いに勝利し、甲子園出場を決めた。県大会では47回2/3で64三振を奪い、「南国のドクターK」と称された。第80回全国高等学校野球選手権大会の1回戦で八戸工大一（青森県）相手にノーヒットノーランを達成。
同2回戦で松坂大輔らを擁する横浜（東神奈川）と対戦。7回まで1失点と好投するも、8回に松坂に本塁打を喫するなど計6失点で敗退。この頃松坂の投球について「高校生が投げる球じゃない」と衝撃を受けていたという。大会後に第3回AAAアジア野球選手権大会日本代表に選出され優勝に貢献した。
高校卒業後、三菱重工長崎に就職。2000年には都市対抗野球大会出場に貢献。2001年の日本選手権ではチームの初優勝に貢献。ドラフト会議で地元プロ球団の福岡ダイエーホークスに3巡目指名され入団。自身が憧れていた工藤公康と同じ背番号47番を与えられる。家族（結婚前は母・姉・祖父母）を非常に大切にしダイエーとの契約金で母と姉と祖父母のためにマンションをそれぞれ購入した。ホークスで同僚だった本多雄一は大野城ガッツ・鹿児島実業高等学校の後輩にあたる。

### ダイエー・ソフトバンク時代
2002年はルーキーながら開幕3戦目でプロ初登板初先発し、初勝利を記録した。しかし、それ以降はなかなか勝てず最終的に2勝で終わる。フレッシュオールスターゲームに出場。
2003年にフォームをセットポジションに変更して制球が安定。先発ローテーションに定着して10勝を挙げ、リーグ優勝に貢献する。8月1日の対オリックス戦に先発し、7回無失点でチームが2リーグ制以後の最多得点試合・最多点差試合（29-1）を記録した試合の勝利投手になった。日本シリーズでは、阪神から2勝を挙げ日本一に貢献、シリーズMVPを獲得。シーズンオフに、テレビ西日本で放送されていた番組である『とべとべホークス』のレポーターだった上葉えりかと結婚。
2004年6月1日の対千葉ロッテマリーンズ戦で福浦和也に満塁本塁打を打たれるなど2回7失点で降板直後、悔しさのあまり、帽子とグローブを投げつけた直後、城島健司の制止を振り切ってベンチを素手で殴打して両手の小指付け根を骨折し、全治3か月。この行為に対して球団から罰金100万円・謹慎10日を科せられた。事態を重く見た球団は後日罰金を増額、罰金は600万円となった。長期離脱を余儀なくされ、この年はこの日が最後の先発登板となった。この事態に関して王貞治監督(当時)は「戦列を離れなければいけない。悔しさは誰にでもある。だが、何のために選手としてやっているのか。絶対にやってはいけないことだ」と苦言を呈している。結局前年の活躍から一転、骨折の影響でシーズン中には復帰できず、10試合で2勝に終わり防御率も7点近くに跳ね上がるほどの不調に終わった。一方でプレーオフでは中継ぎで復帰し3試合に登板した。
2005年は4月、5月と2か月連続で月間MVPを獲得。チームでは杉浦忠以来4人目となるシーズン200奪三振（218）を達成。18勝、防御率2.11で初の最多勝・最優秀防御率・沢村賞（パ・リーグの左腕投手の受賞は史上初）のタイトルを獲得。MVPにも選出された。死球・暴投・ボーク・失策がいずれも0であった。
2006年は中盤以降失速し、規定投球回数に届かず7勝に終わった。プレーオフでは第2ステージ第1戦で先発し、3回2失点で敗戦投手になった。
2007年は前半戦終了時点で12勝2敗、防御率1.755と抜群の成績を残す。後半戦は失速し、3勝にとどまるものの、2年ぶりの2桁勝利となる15勝を挙げて先発陣の軸として活躍。ロッテとのクライマックスシリーズでは、7回3失点で勝利投手となった。洞爺湖サミットが開催される2008年7月7日までの1年間、広報大使“Cool Earth Ambassador”を務めた。
2008年は2年連続2桁勝利を達成。交流戦期間では12球団トップの48個の三振を奪った。10月1日の対オリックス戦（京セラドーム大阪、清原和博の引退試合）に先発登板し、清原の打席では全球直球で勝負した。清原の最終打席の球は球審を務めた東利夫から清原に手渡されたが、清原はボールに『杉内へ 最高の球をありがとう 清原和博』とサインして杉内に贈った。王貞治が指揮する最終戦となった10月7日の対東北楽天ゴールデンイーグルス戦で、9回無失点で11個の三振を奪い、ダルビッシュ有を抜いて初の最多奪三振のタイトルを獲得した。3年ぶりの200奪三振を達成し、奪三振率は9.78で両リーグ1位を記録した。
2009年からグラブの位置を上げ、左手が隠れるようにした投球フォームに変更した。4月5日の対オリックス戦で史上122人目・現役では8人目となる通算1000奪三振を、現役では2番目・歴代4位のスピード（979回1/3）で達成。交流戦では12球団最長の44回を投げるなど負けなしの3勝を挙げてチームの交流戦連覇に貢献し、交流戦のMVPに選出された。6月度の月間MVPにも選出され、6度目の月間MVPはパ・リーグ投手部門史上最多となった。8月23日の対北海道日本ハムファイターズ戦で先発選手全員から三振を奪い、自己最多の15奪三振。9月20日の対埼玉西武ライオンズ戦で10奪三振し、1993年の野茂英雄以来史上2人目、左腕では史上初の5試合連続2桁奪三振を達成。2年連続の最多奪三振、最優秀投手の二冠を獲得した。クオリティ・スタートは23を記録し、QS率（QS/先発回数）は88.5%で12球団トップであった。クライマックスシリーズ第1ステージでは、楽天に3回途中7失点でKOされた。12月25日に投手では球団史上初の3億円で契約を更改した。オフには同い年であり、当時は同僚だった新垣渚が杉内の妻の妹と結婚したことで義兄弟になった。
2010年4月30日の対ロッテ戦で7回5失点ながら6勝目を挙げ、1968年の鈴木啓示以来42年ぶり、球団では1957年の木村保以来53年ぶりとなる4月中の6勝を達成。オールスターゲームにはファン投票で初選出された（過去4回は監督推薦）。6月29日の対ロッテ戦で4年連続2桁勝利となる10勝目を挙げ、8月21日の対楽天戦で自己最速となる150km/hを計測し、9月11日の対日本ハム戦で3年連続200奪三振を達成。リーグ2位となる5回の完封勝利のうち4回は日本ハム戦（4月9日、7月6日、8月14日、9月25日）であり、1995年に斎藤雅樹が東京ヤクルトスワローズ戦で記録して以来、パシフィック・リーグでは1978年に鈴木啓示が南海戦で記録して以来32年ぶりとなる同一カードでの4完封を達成した。杉内は印象に残っている試合としてマジック2で迎えた9月25日の日本ハム戦でダルビッシュと投げ合って完封した試合を挙げている。この試合まで4試合勝ちがつかなかった不甲斐無さと責任からこの日のお立ち台で涙するというシーンがあった。防御率は規定投球回に到達したシーズンでは最低だったが、自身2番目に多い16勝、2年連続となる最優秀投手のタイトルを獲得。奪三振率はリーグ最高の10.74を記録し、自己最多の218個だったが、3年連続奪三振王のタイトルには届かなかった。優勝を決めた最終戦ではチームメイトに胴上げされた。クライマックスシリーズでは、ファイナルステージの初戦と最終戦の先発を任されるが2試合とも敗戦投手となった。
2011年4月は0勝1敗に終わりプロ10年目で初の4月未勝利に終わる。5月14日の西武戦で自己最多タイとなる15奪三振を記録して初勝利。6月18日の対横浜戦で6回に1500奪三振を達成。交流戦では3勝し交流戦の優勝に貢献した。7月9日の対ロッテ戦で、球団の福岡移転後の入団選手としては初となる通算100勝を達成した。キャリア初となる防御率1点台、QS達成率91%を記録するもシーズンを通して打線の援護に恵まれず5年ぶりに2桁勝利を逃した。クライマックスシリーズファイナルステージ第3戦（対西武戦）に先発。涌井秀章との投手戦となり9回を無失点に抑えたが、10回に先制を許して降板。しかしその裏に味方打線が涌井を攻略したため自身に負けはつかず（偶然にも2人が打たれた時の球数は127球目で同じであった）、チームはこの試合にサヨナラ勝ちで日本シリーズに進出を決めた。日本シリーズでは第2戦と第7戦に先発。第2戦は8回1失点に抑えるもののチームは敗戦。第7戦では7回無失点と好投しチームを日本一に導き優秀選手賞を受賞した。

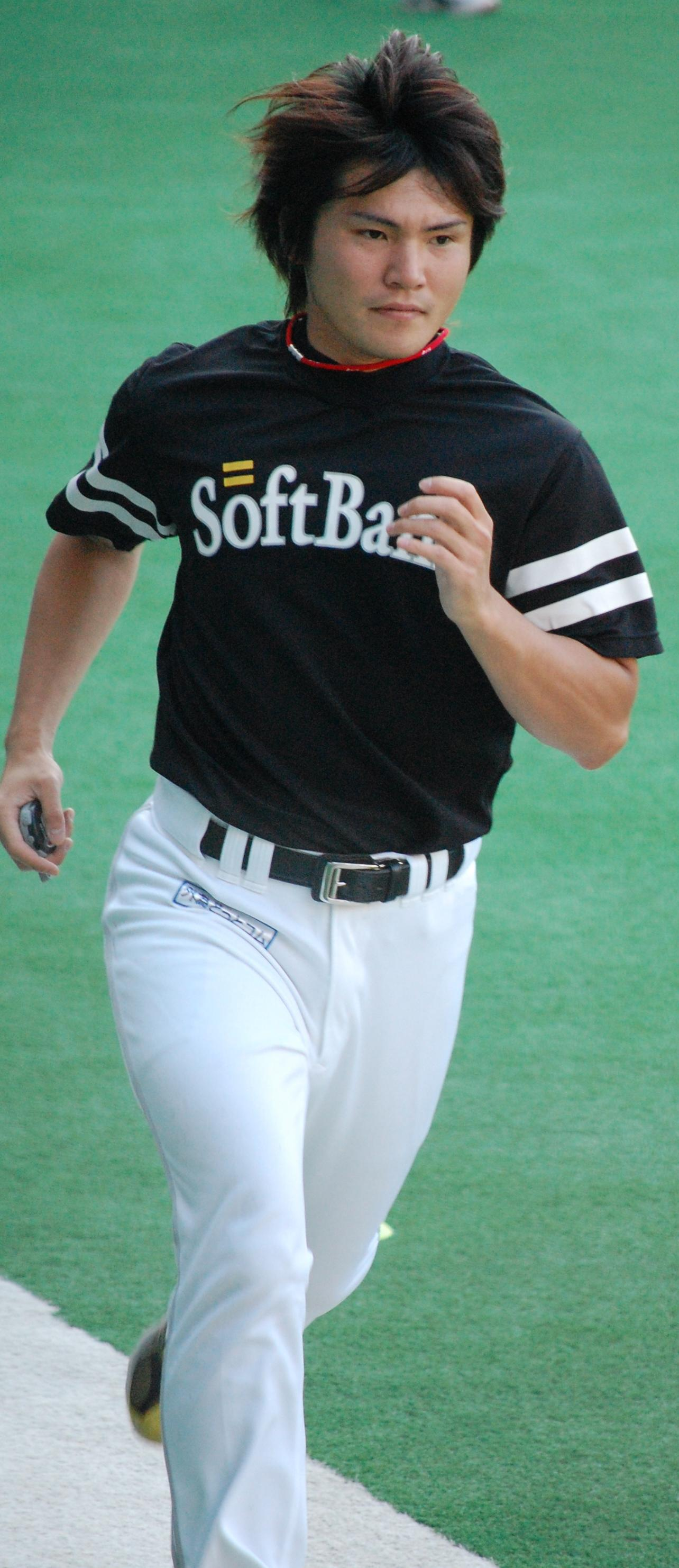
ソフトバンク時代

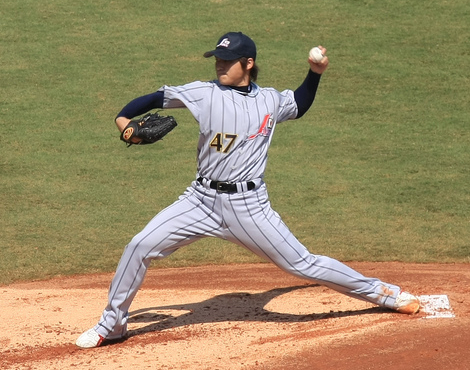
北京五輪での杉内（2008年）

しかし「成果報酬型」といわれる前年の活躍をベースにした球団独自の査定方法を取ったことで、4年連続2桁勝利などの活躍も高く評価されず、そのことなどをきっかけにオフにFA権を行使した。

### 巨人時代

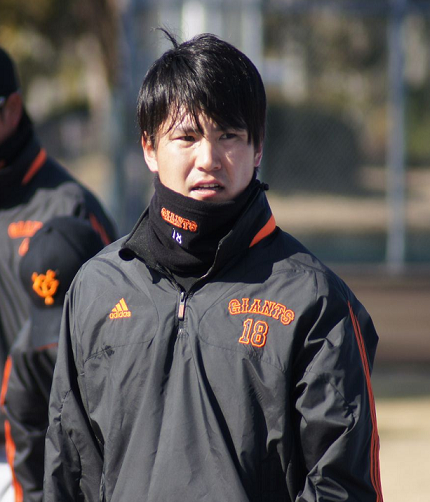
2012年

2011年12月19日に読売ジャイアンツへの移籍を表明し、4年総額20億円で契約を結ぶ。背番号は2006年に桑田真澄が退団して以降空番となっていたエースナンバーの「18」に決まった。背番号は入団交渉時に提示されていたが、桑田を含む18番を着用していたOB若しくはその遺族に相談の上、事前に承諾を得ていた。
2012年4月1日の移籍後初先発となったヤクルト戦で勝利投手となった。FA移籍で巨人入りした投手の初登板勝利は2000年の工藤公康以来2人目。また、巨人移籍初登板の投手がチームのシーズン初勝利をもたらしたのは1965年の金田正一、1966年の久保田治、1976年の水谷孝に次いで36年ぶり4人目。この日は自身がホークス時代にプロ入り初の勝利投手となった日でもある。5月4日の甲子園球場での阪神戦で移籍後初完封を挙げた。
5月30日の楽天戦（東京ドーム）でプロ野球史上75人目（86例目）、交流戦ではリック・ガトームソン以来2人目となるノーヒットノーランを達成。この試合では9回二死まで1人も走者を許さず、9番・田中将大への代打・中島俊哉を抑えれば完全試合達成という場面にまで迫っていた。中島との対戦前、捕手の阿部慎之助は杉内をリラックスさせようとタイムをかけ、「中島と相性悪いらしいね。そうはうまくいかないよ」と笑いながら声をかけた。しかし、実際には中島との対戦成績は通算7打数1安打と悪くなく、この声掛けが影響してか、2ストライクまで追い込みながらも四球を与えてしまい、完全試合達成を逃した。続く聖澤諒はこの試合14個目の三振で抑えたため、ノーヒットノーランは達成できた。なお、この試合での楽天野手全員の年俸を合わせても杉内一人より低く、星野監督は前日に「メジャーとルーキーリーグの対戦。勝ったら痛快や」とぼやいていた。オールスターファン投票では前田健太に届かず2位となるものの、選手間投票では全785票中426票を集めて2位の前田に331票差の大差をつけ6年連続7度目のオールスター出場を決めた。7月27日の対広島戦に先発し、勝利投手となったことで史上2番目の「近鉄を含めた全13球団から勝ち星を挙げた投手」になった（史上初は工藤公康）。前半戦は防御率1点台前半以下を記録し、オールスター前に9勝を挙げる等エースとしての活躍を見せた。8月23日の左肩違和感による登録抹消もあって、最終的には12勝・防御率2.04に終わったものの、能見篤史（阪神）と並ぶ172奪三振で史上初となる両リーグでの最多奪三振を獲得し、勝率でもリーグ1位を記録した。被打率、WHIP、FIP、QS率といった各種指標ではいずれもリーグトップの成績であった。シーズン終盤に左肩の違和感を訴え登録抹消され、ポストシーズンでは出番がなかった。
2013年は2月に宮崎県で行われた日本代表の合宿中に選手宿舎で女性と密会していたことを週刊誌が報じ、球団は杉内に厳重注意と罰金の処分を下した。24試合に登板し11勝6敗、防御率3点台。マジック1とした9月21日の広島戦では巨人移籍後、自己ワースト記録の7失点で敗戦。ポストシーズンでは、クライマックスシリーズで自身初勝利を挙げた。日本シリーズは、前年ノーヒットノーランを記録した楽天との組み合わせとなったが、第3戦、第7戦に先発して2試合とも1回3分の2で降板に追い込まれ、チームも敗退した。
2014年7月12日の阪神戦で史上最速の2000奪三振を記録し、この試合をシーズン初完投・初完封で飾った。このシーズンは最終的に移籍後3年連続の2桁勝利を挙げた。阪神とのクライマックスシリーズファイナルステージでは第3戦に先発し5回まで無失点も6回にマウロ・ゴメスに適時打を打たれ5回1/3を2失点で降板した。チームは7回に勝ち越されてこの試合に敗れ、最終的にストレートの4連敗でCS敗退した。
2015年5月5日の広島戦では先発するも2/3回6失点でKOされ、後を受けたリリーフ陣も流れを止められず、球団史上初の初回10失点を記録する原因となった。その後5月終了時点までに5勝を挙げたものの、股関節痛もあり7月23日に戦線離脱した。これ以降は一度も一軍にもどることなくそのままシーズンを終えた。最終的に17試合登板、6勝6敗、防御率3.95で規定投球回にも2006年以来9年ぶりに到達しなかった。CSでも登板機会はなかった。10月1日、前述の右股関節の手術を受けた。過去に前例のない手術であった。オフの契約更改では12月10日に日本プロフェッショナル野球協約（野球協約）で規定された減額制限（年俸1億円超は40％）を超える同年年俸から90％、4億5000万円減の5000万円プラス出来高の単年契約でサインした。過去には巨人に在籍していた小笠原道大が、2012年オフに3億6000万減の7000万円でサインしたことがあったが、杉内はこの金額を上回り、球界史上最大の大減俸となった。
2016年は夏まで手術後のリハビリのため実戦の登板機会がなく7月19日に三軍戦で1年ぶりに実戦復帰を果たしたものの一軍登板なしに終わった。
2017年と2018年も公式戦登板なしに終わり、2018年9月11日付のスポーツニッポンに掲載された手記において体力の限界を理由に現役を引退することを表明した。その折には「これ以上は自分の我儘になってしまう」、「プロ野球選手が一生続くと思いたかった」「ここ3年間、全く野球はしてない。正直、潮時かなと思った」などと発言した。12日に記者会見を行い、17年間の現役生活にピリオドを打つことを正式に発表し、ダルビッシュ有や松坂大輔など幾多の名勝負を繰り広げてきたライバルや巨人の阿部慎之助や坂本勇人等の巨人を一緒に支えてきた同僚、ソフトバンク時代の監督だった王貞治会長らから労いの言葉が贈られた。最近では自然とライバルであるはずの若い選手を応援する気持ちになっていたという。

### 引退後
2018年オフに読売ジャイアンツのファーム投手コーチに就任した。背番号は85。
2021年シーズンから一軍投手コーチに配置転換されることが発表されたが、シーズン途中の7月19日に二軍投手コーチに配置転換された。
2022年10月13日、2023年シーズンから三軍投手チーフコーチに配置転換されることが球団から発表された。
2023年10月13日、2024年シーズンから一軍投手チーフコーチに配置転換されることが球団から発表された。リリーフ陣の立て直しを含めた投手陣の整備を進めリーグトップとなるチーム防御率2.49を記録した。

## 代表経歴
2000年は都市対抗野球大会直後にシドニーオリンピック野球日本代表に選出され、オリンピックに出場（4位）。
2006年開幕前の3月に開催された第1回ワールド・ベースボール・クラシック(WBC)のWBC日本代表に選出された。同大会では2試合に登板し0勝1敗、防御率5.40を記録した。
2008年は北京オリンピック野球日本代表に選出され、2試合に登板し1勝0敗・防御率0.84の成績を残す。
2009年シーズン開幕前には3月に開催された第2回WBCの日本代表に選出された。同大会では5試合に中継ぎとして登板し6回1/3を無安打無失点と、日本の2大会連続2度目の優勝に貢献し、「陰のMVP」と称された。
2012年オフの12月4日に第3回WBCの日本代表候補選手34人が発表され候補入りした。
2013年開幕前の2月20日に第3回WBC日本代表選手28人が発表され代表入りし、日本代表では唯一の3大会連続の選出となった。第1ラウンドA組では3試合にリリーフで登板した。

## 選手としての特徴

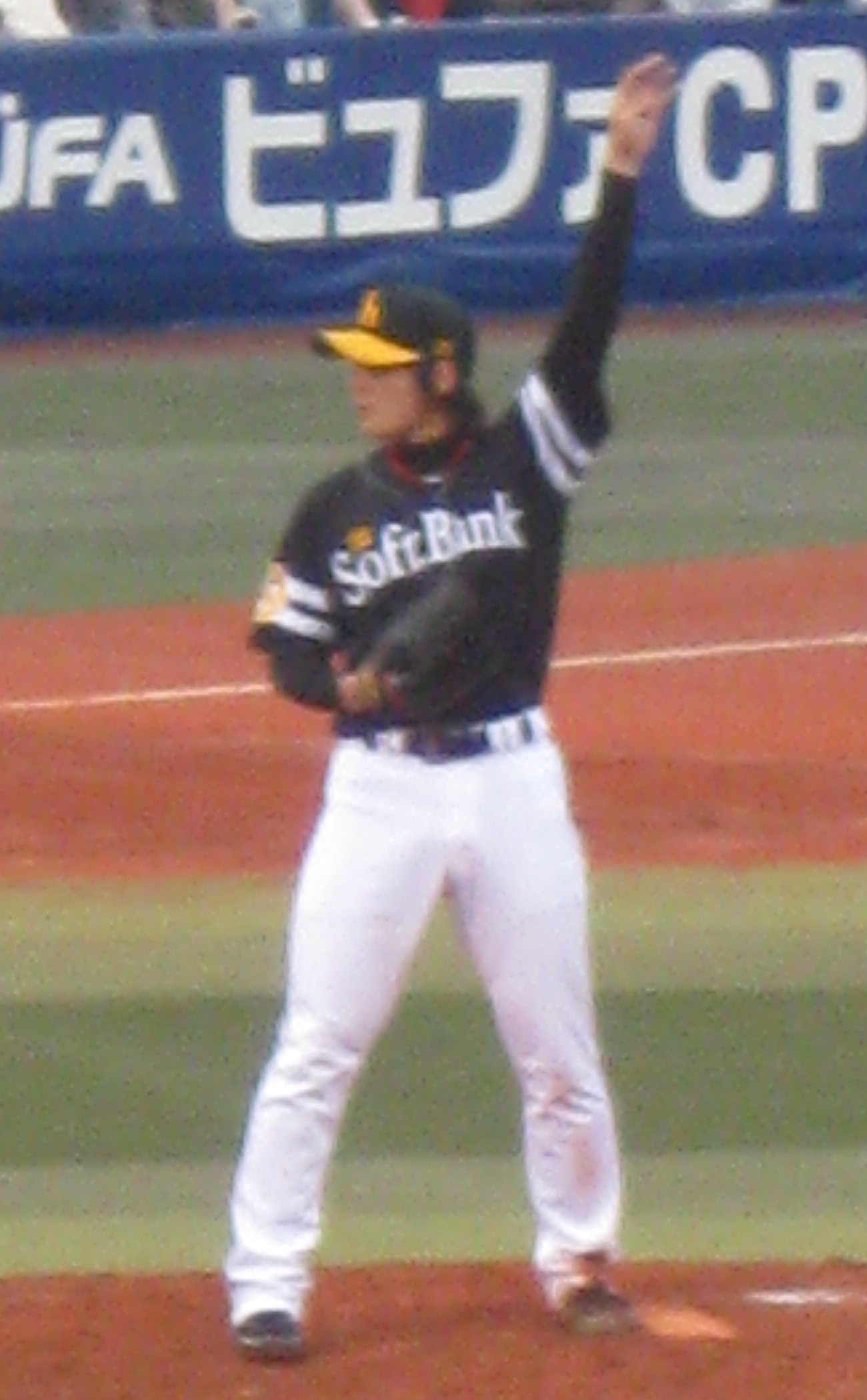
投球前、腕を頭上へかざす動作

投手としては比較的小柄であり、ゆったりと脱力したフォームからボールをリリースする際に力を爆発させるように投げ込む。走者無しの状態からでもセットポジションで構え、投球前には腕を上げて余分な力を抜き、投球時に膝の前で両手を叩き合わせるのがルーティンになっている。
スリークォーターから投じるストレートは平均球速約140km/h、最速150km/h。変化球はスライダー、チェンジアップ（中指を浮かせて4本の指で球を握る）、カーブを投げる。本人も「追い込んだら狙っている」という三振を奪う投球スタイル。投球回数2091回1/3で奪った三振数は2156、奪三振率9.28は投球回数1000回以上の投手では千賀滉大、野茂英雄に次ぐ日本プロ野球史上3位、投球回数2000回以上の投手では史上1位である。
ストレートはそのほとんどが140km/h前後と、速くはないが「腕を振ってから球をリリースしている」と形容されるほど球持ちが良く、三振を奪う武器となっている。立浪和義は杉内の引退に際して、体感速度として150km/hはあろうかというストレートが球速表示では137km/hしかなかったことに驚いたと、現役時代の体験を振り返っている。また、体感速度の高いストレートの秘訣は、踏み出す足の遅さ、体が全く開かずにゆったりと来てから最後に鋭く腕を振り抜くフォームにあると立浪は分析していた。
スライダーは空振りした右打者の体に当たるほどの切れ味があり、曲がりの大小で2種類を投げ分けている。くわえて、2009年シーズン中盤から「ストレートと同じ振りで投げられるようになった」というチェンジアップを多投するようになり、同年の被打率は.143を記録し、決め球の1つとなった。すぽるとの「プロ野球選手100人に聞く、打ちにくい投手ランキング・変化球部門」で杉内のチェンジアップが4位に選ばれた。ダルビッシュ有は「他球団の選手で『この人の変化球はすごいな』と思うのは誰ですか?」という質問に杉内のチェンジアップを挙げており、メジャーのスカウトからもカーブと共に高い評価を得ている。高校時代からプロ入り当初は曲がりの大きなカーブを決め球としていたが、現在は当時とはフォームが違うため投げると肩が痛くなるといい、巨人移籍後は封印している。立浪和義はスライダーに関しては曲がり始めの遅さとフォームがストレートと変わらないことを評価した。
5月に強く『ミスター・メイ』の異名をとり、4年連続無敗の14連勝を記録したことがある。
プロ入り6年目まで成績の良いシーズンと悪いシーズンの差が顕著で、それが交互に訪れたため、「隔年エース」と呼ばれることがあった。
東北楽天ゴールデンイーグルスの本拠地である宮城球場を苦手にしており鬼門と呼ばれていた。2006年4月2日を最後に勝てていなかった。
森本稀哲は上原浩治の公式YouTubeチャンネルにて、松坂世代の中で最も優れた中継ぎ投手として久保田智之と共に彼の名前を挙げている。

## 社会福祉活動・慈善活動
「杉内基金」を設立し、2005年までは車いす、2006年からは1勝ごとにAEDを寄贈している。2010年から日本骨髄バンクにドナー登録している。
東日本大震災の復興支援のため2011年の公式戦およびCS・日本シリーズの球数1球につき1000円の義援金を送ることを発表した。

## 人物
左投げだが、筆記・食事では右利き。マイクも右手で持つ。筋力トレーニングに「加圧トレーニング」を利用している。プロ入り前に「プロでやっていくには体が小さすぎる」と言われたため、早急に筋肉量を増やす必要があったからだという。
松坂世代と呼ばれる年の一人として、2017年に「松坂との差を縮めようと」「同学年の選手に『あいつには負けない』『自分はもっと上を目指す』と対抗意識を燃やしました」と振り返っている。だが松坂に勝てずに自分が先に引退してしまったことが心残りだったという。
ヤフオクドームでの登板の日にはゲン担ぎで登板前に自宅のトイレ掃除をしていた。
吉川晃司のファンで、球場入りする愛車の中ではいつも吉川の曲を流している。2011年頃から本人との親交もあり、巨人移籍後の2012年シーズン開幕直前には花束が届けられたという。
子供の頃は巨人ファンであり、原辰徳のファンでもあった。後のFAでの巨人入りの際には原や長嶋茂雄終身名誉監督などから直々に電話で入団の誘いを貰い、入団を決意した。

## 詳細情報

### 年度別投手成績
| 年 度      | 球 団                 | 登 板 | 先 発 | 完 投 | 完 封 | 無 四 球 | 勝 利 | 敗 戦 | セ 丨 ブ | ホ 丨 ル ド | 勝 率 | 打 者 | 投 球 回 | 被 安 打 | 被 本 塁 打 | 与 四 球 | 敬 遠 | 与 死 球 | 奪 三 振 | 暴 投 | ボ 丨 ク | 失 点 | 自 責 点 | 防 御 率 | W H I P |
| ---------- | --------------------- | ----- | ----- | ----- | ----- | -------- | ----- | ----- | -------- | ----------- | ----- | ----- | -------- | -------- | ----------- | -------- | ----- | -------- | -------- | ----- | -------- | ----- | -------- | -------- | ------- |
| 2002       | ダイエー ソフトバンク | 11    | 9     | 0     | 0     | 0        | 2     | 2     | 0        | --          | .500  | 204   | 44.0     | 48       | 5           | 23       | 3     | 4        | 46       | 1     | 0        | 29    | 29       | 5.93     | 1.61    |
| 2003       | ダイエー ソフトバンク | 27    | 24    | 3     | 2     | 0        | 10    | 8     | 0        | --          | .556  | 675   | 162.2    | 148      | 13          | 55       | 1     | 3        | 169      | 4     | 0        | 64    | 61       | 3.38     | 1.25    |
| 2004       | ダイエー ソフトバンク | 10    | 9     | 0     | 0     | 0        | 2     | 3     | 0        | --          | .400  | 216   | 45.2     | 56       | 8           | 27       | 1     | 2        | 51       | 2     | 0        | 36    | 35       | 6.90     | 1.82    |
| 2005       | ダイエー ソフトバンク | 26    | 26    | 8     | 2     | 2        | 18    | 4     | 0        | 0           | .818  | 765   | 196.2    | 150      | 14          | 43       | 1     | 0        | 218      | 0     | 0        | 51    | 46       | 2.11     | 0.98    |
| 2006       | ダイエー ソフトバンク | 22    | 21    | 0     | 0     | 0        | 7     | 5     | 0        | 0           | .583  | 558   | 132.2    | 130      | 15          | 44       | 2     | 5        | 114      | 2     | 0        | 57    | 52       | 3.53     | 1.31    |
| 2007       | ダイエー ソフトバンク | 28    | 28    | 5     | 3     | 3        | 15    | 6     | 0        | 0           | .714  | 793   | 197.2    | 166      | 12          | 46       | 1     | 5        | 187      | 1     | 0        | 58    | 54       | 2.46     | 1.07    |
| 2008       | ダイエー ソフトバンク | 25    | 25    | 8     | 1     | 3        | 10    | 8     | 0        | 0           | .556  | 776   | 196.0    | 162      | 15          | 36       | 1     | 2        | 213      | 3     | 0        | 63    | 58       | 2.66     | 1.01    |
| 2009       | ダイエー ソフトバンク | 26    | 26    | 6     | 1     | 0        | 15    | 5     | 0        | 0           | .750  | 764   | 191.0    | 145      | 14          | 63       | 1     | 4        | 204      | 7     | 0        | 59    | 50       | 2.36     | 1.09    |
| 2010       | ダイエー ソフトバンク | 27    | 27    | 5     | 5     | 2        | 16    | 7     | 0        | 0           | .696  | 779   | 182.2    | 169      | 12          | 60       | 1     | 8        | 218      | 10    | 0        | 75    | 72       | 3.55     | 1.25    |
| 2011       | ダイエー ソフトバンク | 23    | 23    | 7     | 3     | 0        | 8     | 7     | 0        | 0           | .533  | 676   | 171.1    | 122      | 8           | 49       | 1     | 8        | 177      | 5     | 0        | 40    | 37       | 1.94     | 1.00    |
| 2012       | 巨人                  | 24    | 24    | 3     | 2     | 1        | 12    | 4     | 0        | 0           | .750  | 634   | 163.0    | 116      | 6           | 43       | 0     | 3        | 172      | 9     | 0        | 42    | 37       | 2.04     | 0.98    |
| 2013       | 巨人                  | 24    | 24    | 2     | 1     | 0        | 11    | 6     | 0        | 0           | .647  | 619   | 153.0    | 122      | 19          | 49       | 1     | 7        | 149      | 4     | 1        | 60    | 57       | 3.35     | 1.12    |
| 2014       | 巨人                  | 26    | 26    | 1     | 1     | 0        | 10    | 6     | 0        | 0           | .625  | 654   | 159.1    | 144      | 18          | 41       | 0     | 5        | 145      | 1     | 0        | 59    | 56       | 3.16     | 1.16    |
| 2015       | 巨人                  | 17    | 17    | 0     | 0     | 0        | 6     | 6     | 0        | 0           | .500  | 401   | 95.2     | 88       | 9           | 35       | 0     | 3        | 93       | 2     | 1        | 42    | 42       | 3.95     | 1.29    |
| 通算：14年 | 通算：14年            | 316   | 309   | 48    | 21    | 11       | 142   | 77    | 0        | 0           | .648  | 8514  | 2091.1   | 1766     | 168         | 614      | 14    | 59       | 2156     | 51    | 2        | 735   | 686      | 2.95     | 1.14    |

- 各年度の太字はリーグ最高
- ダイエー（福岡ダイエーホークス）は、2005年にソフトバンク（福岡ソフトバンクホークス）に球団名を変更

### オリンピックでの投手成績
| 年 度 | 代 表 | 登 板 | 先 発 | 勝 利 | 敗 戦 | セ ｜ ブ | 打 者 | 投 球 回 | 被 安 打 | 被 本 塁 打 | 与 四 球 | 敬 遠 | 与 死 球 | 奪 三 振 | 暴 投 | ボ ｜ ク | 失 点 | 自 責 点 | 防 御 率 |
| ----- | ----- | ----- | ----- | ----- | ----- | -------- | ----- | -------- | -------- | ----------- | -------- | ----- | -------- | -------- | ----- | -------- | ----- | -------- | -------- |
| 2000  | 日本  | 2     | 0     | 0     | 1     | 0        | 12    | 3.0      | 2        | 1           | 1        | 0     | 0        | 2        | 1     | 0        | 2     | 2        | 6.00     |
| 2008  | 日本  | 2     | 0     | 1     | 0     | 0        | 38    | 10.2     | 7        | 0           | 3        | 0     | 0        | 9        | 0     | 0        | 1     | 1        | 0.84     |

### WBCでの投手成績
| 年 度 | 代 表 | 登 板 | 先 発 | 勝 利 | 敗 戦 | セ ｜ ブ | 打 者 | 投 球 回 | 被 安 打 | 被 本 塁 打 | 与 四 球 | 敬 遠 | 与 死 球 | 奪 三 振 | 暴 投 | ボ ｜ ク | 失 点 | 自 責 点 | 防 御 率 |
| ----- | ----- | ----- | ----- | ----- | ----- | -------- | ----- | -------- | -------- | ----------- | -------- | ----- | -------- | -------- | ----- | -------- | ----- | -------- | -------- |
| 2006  | 日本  | 2     | 0     | 0     | 1     | 0        | 13    | 3.1      | 1        | 0           | 2        | 0     | 0        | 2        | 0     | 0        | 2     | 2        | 5.40     |
| 2009  | 日本  | 5     | 0     | 0     | 0     | 1        | 21    | 6.1      | 0        | 0           | 2        | 0     | 0        | 6        | 0     | 0        | 0     | 0        | 0.00     |
| 2013  | 日本  | 3     | 0     | 0     | 0     | 1        | 17    | 3.2      | 4        | 0           | 2        | 0     | 0        | 1        | 0     | 0        | 1     | 1        | 2.45     |

### タイトル
- 最多勝利：1回（2005年）
- 最優秀防御率：1回（2005年）
- 最多奪三振：3回（2008年、2009年、2012年）
- 最高勝率：3回（2009年、2010年、2012年） ※2012年は連盟表彰なし。セントラル・リーグでは、1972年までと2013年以降表彰。3回獲得は歴代3位タイ[注 5]、両リーグでの獲得は史上2人目[注 6]、2年連続は歴代2位タイ[注 7][注 8]

### 表彰
- 沢村栄治賞：1回（2005年）
- 最優秀選手：1回（2005年）
- ベストナイン：1回（2005年）
- セ・リーグ連盟特別表彰：1回（功労賞：2018年）※セ・パ両リーグ
- 月間MVP：9回（2003年8月、2005年3・4月、2005年5月、2007年5月、2008年5月、2009年6月、2010年3・4月、2012年5月、2013年3・4月）
- 日本シリーズMVP：1回（2003年）
- 日本シリーズ優秀選手賞：1回（2011年）
- セ・パ交流戦 最優秀選手賞（MVP）：1回（2009年）
- 最優秀バッテリー賞：1回（2010年 捕手：田上秀則）
- セ・パ交流戦 日本生命賞：1回（2012年）
- 最優秀投手：2回（2009年、2010年）
- 最優秀JA全農Go・Go賞：1回（2012年）
- JA全農Go・Go賞：2回（最多奪三振賞：2008年5月、2012年5月）
- 「ジョージア魂」賞：1回（2012年度第5回）
- 西日本スポーツ年間MIP賞：2回（2005年、2008年）
- 西日本スポーツ月間MIP賞：2回（2008年5月度、2009年6月度）
- ヤナセ・福岡ソフトバンクホークス年間MVP賞：1回（2005年）
- スポーツ日本年間MRP賞：1回（2005年）
- ベスト・ファーザー イエローリボン賞 in 「プロ野球部門」（主催：日本メンズファッション協会）：2009年度
- 福岡市スポーツ栄誉賞：2回（2006年度、2008年度）
- 福岡県栄誉賞：2006年[74]
- 大野城市民スポーツ栄誉賞：2003年
- 大野城市民特別栄誉賞：2009年
- 第3回西新勝鷹水神MIP賞（主催：西新商店街）：2005年
- 九州放送VIVA!!SPORTAS MOSTハイアールヒーロー賞：2009年

### 記録
初記録
投手記録
- 初登板・初先発・初勝利：2002年4月1日、対千葉ロッテマリーンズ1回戦（福岡ドーム）、6回1失点
- 初奪三振：同上、1回表にサブローから空振り三振
- 初完投勝利・初完封勝利：2003年3月30日、対千葉ロッテマリーンズ3回戦（福岡ドーム）

打撃記録
- 初安打：2005年5月31日、対阪神タイガース4回戦（阪神甲子園球場）、3回表に杉山直久から三塁内野安打[75]
- 初打点：2009年5月25日、対東京ヤクルトスワローズ2回戦（明治神宮野球場）、2回表に石川雅規から左前適時打

節目の記録
- 1000奪三振：2009年4月5日、対オリックス・バファローズ3回戦（福岡Yahoo! JAPANドーム）、4回表にホセ・フェルナンデスから空振り三振 ※史上122人目
- 1000投球回：2009年4月26日、対東北楽天ゴールデンイーグルス6回戦（福岡Yahoo! JAPANドーム）、4回表三死目に渡辺直人から遊ゴロ ※史上318人目
- 1500奪三振：2011年6月18日、対横浜ベイスターズ3回戦（横浜スタジアム）、6回裏に石川雄洋から空振り三振 ※史上50人目
- 100勝：2011年7月9日、対千葉ロッテマリーンズ7回戦（福岡Yahoo! JAPANドーム）、先発登板で8回無失点 ※史上129人目
- 1500投球回：2011年9月9日、対千葉ロッテマリーンズ18回戦（QVCマリンフィールド）、1回裏二死目に岡田幸文から遊ゴロ ※史上165人目
- 2000奪三振：2014年7月12日、対阪神タイガース11回戦（東京ドーム）、6回表に上本博紀から空振り三振 ※史上22人目　尚この試合完封勝利
- 2000投球回：2015年3月31日、対中日ドラゴンズ1回戦（ナゴヤドーム）、5回裏一死目に大野雄大を左飛 ※史上87人目

その他の記録
- 通算勝率.648 ※左投手歴代1位[76]
- 毎回奪三振：2回
  - 2005年8月20日、対西武ライオンズ14回戦（福岡Yahoo! JAPANドーム）、9回完投14奪三振
  - 2008年10月1日、対オリックス・バファローズ22回戦（京セラドーム大阪）、8回完投13奪三振
- 1イニング4奪三振：2003年4月14日、対千葉ロッテマリーンズ4回戦（千葉マリンスタジアム）、8回裏に小坂誠（振り逃げ）・渡辺正人・垣内哲也・福浦和也から ※史上8人目（9度目）
- 日本シリーズ最少四球（投球回10以上）：0個（日本シリーズタイ記録）※史上6人目
- 1シーズン2桁奪三振11度：2008年 ※史上7人目
- 5試合連続2桁奪三振：2009年（8月23日 - 9月23日） ※史上2人目（左腕史上初）
- 通算100勝到達試合数：215試合 ※左腕史上2位（当時最速）
- 史上最速2000奪三振：1930回2/3での到達
- 現存12球団に勝利 ※史上10人目
- 13球団に勝利[注 9] ※史上2人目
- 13球団に敗戦[注 9] ※史上唯一[77]
- 通算100勝以上で救援勝利なし ※史上唯一
- 奪三振数が投球回を上回った回数（規定投球回以上）：6度 ※史上初
- 3年連続200奪三振：2008年 - 2010年 ※ドラフト制以降史上5人目
- 4年連続月間MVP受賞：2007年 - 2010年 ※パ・リーグ投手史上2人目
- ノーヒットノーラン：2012年5月30日、対東北楽天ゴールデンイーグルス1回戦（東京ドーム）、1四球の準完全試合 ※史上75人目
- オールスターゲーム出場：7回（2005年、2007年、2008年、2009年、2010年、2011年、2012年）
  - オールスターゲーム両リーグで勝利投手 ※史上2人目
  - オールスターゲーム2球団で勝利投手 ※史上3人目
  - オールスターゲーム1イニング3球でチェンジ ※史上唯一

### 背番号
- 47（2002年 - 2011年）
- 18（2012年 - 2018年）
- 85（2019年 - 2021年）
- 101（2022年 - 2023年）
- 81（2024年 - ）

### 登場曲
- 「To All Tha Dreamers」SOUL'd OUT（2005年 - 2006年）
- 「終わりなき旅」Mr.Children（2006年）
- 「every little thing every precious thing」LINDBERG（2006年）

- 「遠くまで」Do As Infinity（2007年）
- 「Starlight Destiny」SOUL'd OUT（2007年）
- 「ALIVE」SOUL'd OUT（2007年）
- 「Torero」Chayanne（2007年）

- 「Bad Communication E.Style」B'z（2008年）
- 「LIVIN' ON A PRAYER」Bon Jovi（2008年）
- 「Crystal Lady」 MEGARYU（2008年）

- 「SPEED」吉川晃司（2009年 - 2012年、2014年）
- 「煌めく瞬間に捕われて」MANISH（2013年）※登板時
- 「VOODOO KINGDOM」SOUL'd OUT（2013年）※打席時

- 「スターライトパレード」SEKAI NO OWARI（2015年）
- 「夢を抱きし者たちへ」風味堂（2015年）
- 「星空のディスタンス」THE ALFEE（2015年）

### 代表歴
- 2000年シドニーオリンピックの野球競技・日本代表
- 2006 ワールド・ベースボール・クラシック日本代表
- 2008年北京オリンピックの野球競技・日本代表
- 2009 ワールド・ベースボール・クラシック日本代表
- 2013 ワールド・ベースボール・クラシック日本代表

## 関連情報

### 著書
- 『サウスポー論』（KKベストセラーズ、2011年11月、ISBN 4584133476） - 和田毅との共著
- 『コントロールする力：心と技の精度アップバイブル』（廣済堂出版、2013年7月30日、ISBN 4331517357）
- 『水のように』（ベースボール・マガジン社、2018年12月 ISBN 9784583111995）